# Альюш-Ведруш
Альюш-Ведруш (порт. Alhos Vedros) — населённый пункт и район в Португалии, входит в округ Сетубал. Является составной частью муниципалитета Мойта. Находится в составе крупной городской агломерации Большой Лиссабон. По старому административному делению входил в провинцию Эштремадура. Входит в экономико-статистический субрегион Полуостров Сетубал, который входит в Лиссабонский регион. Население составляет 12 614 человека на 2001 год. Занимает площадь 16,56 км².
Покровителем района считается Святой Лоренсо (порт. São Lourenço).